# Eishockey-Bayernliga 1987/88
Die Eishockey-Bayernliga 1987/88 wurde unter dem Dach des „Bayerischen Eissportverbandes“ (BEV) organisiert und ist die höchste Spielklasse des Landesverbandes Bayern. Die Bayernliga war nach der Bundesliga, der 2. Bundesliga, Oberliga und Regionalliga eine der fünfthöchsten Spielklassen im deutschen Eishockey.

## Saisonverlauf
Die Eishockey-Bayernliga 1987/88 war die zwanzigste Ausspielung dieser Liga. Meister und Aufsteiger in die Regionalliga Süd 1988/89 wurde der VfL Waldkraiburg. Auch gehörte der Vizemeister Kulmbacher EC und der EV Germering zu den Aufsteigern. Alle drei Mannschaften haben sich über die Aufstiegsrelegation zur Regionalliga Süd qualifizieren können. Absteiger waren der ESV Buchloe, EHC Bad Aibling und der ESV Burgau, der sich aus der Liga zurückzog.

### Modus
Die zwölf Teilnehmer spielten eine Hin- und Rückrunde. Platz eins wurde Bayerischer Meister. Die Plätze eins bis sechs waren für die Aufstiegsrelegation zur Regionalliga Süd qualifiziert. Am Ende der Abstiegsrunde, die sich aus den Plätzen sieben bis zwölf zusammensetzte, mussten die beiden Letztplatzierten in die Landesliga Bayern absteigen.

## Teilnehmer
Nicht mehr dabei waren die Auf- und Absteiger der Vorsaison. Neu hinzukamen der Absteiger (A) aus der Regionalliga Süd und die Aufsteiger (N) aus den Landesligen.
| - SV Gendorf - ESV Burgau - ESV Buchloe - EV Germering | - TSV Trostberg - ESC Holzkirchen - EHC Bad Aibling - ERC Lechbruck (Absteiger) | - Kulmbacher EC (Aufsteiger) - EC Pfaffenhofen (Aufsteiger) - VfL Waldkraiburg (Aufsteiger) - EV Bad Wörishofen (Absteiger) |

### Meisterrunde
|    | Mannschaft            | Sp | Tore    | Diff. | Pkte |
| -- | --------------------- | -- | ------- | ----- | ---- |
| 1. | VfL Waldkraiburg (N)  | 22 | 298:59  | +239  | 44   |
| 2. | Kulmbacher EC (N)     | 22 | 195:85  | +110  | 40   |
| 3. | EV Germering          | 22 | 143:125 | +18   | 29   |
| 4. | ERC Lechbruck (A)     | 22 | 120:107 | +13   | 26   |
| 5. | ESC Holzkirchen       | 22 | 92:117  | −25   | 21   |
| 6. | SV Gendorf            | 22 | 101:123 | −22   | 21   |
| 7. | EV Bad Wörishofen (A) | 22 | 108:123 | −15   | 20   |
| 8. | ESV Buchloe           | 22 | 91:128  | −37   | 18   |
| 9. | ESV Burgau (R)        | 22 | 104:142 | −38   | 15   |
| 10 | TSV Trostberg         | 22 | 97:134  | −37   | 14   |
| 11 | EHC Bad Aibling       | 22 | 65:186  | −121  | 9    |
| 12 | EC Pfaffenhofen (N)   | 22 | 62:147  | −85   | 7    |

- (A) = Absteiger (N) = Neu in der Liga  (R) = Rückzug, Aufstiegsrundenteilnehmer = fett gedruckt

 Meister und Aufsteiger  Aufsteiger  Absteiger nach Abstiegsrunde  für die Bayernliga 1988/89 qualifiziert
- Bayerischer Meister 1987/88 wurde der VfL Waldkraiburg.

### Abstiegsrunde
|    | Mannschaft        | Sp | Tore  | Diff. | Pkte |
| -- | ----------------- | -- | ----- | ----- | ---- |
| 1. | EC Pfaffenhofen   | 10 | 51:48 | +3    | 13   |
| 2. | EV Bad Wörishofen | 10 | 55:49 | +6    | 12   |
| 3. | ESV Burgau (R)    | 10 | 50:56 | −6    | 11   |
| 4. | TSV Trostberg     | 10 | 70:45 | +34   | 10   |
| 5. | ESV Buchloe       | 10 | 62:52 | +10   | 8    |
| 6. | EHC Bad Aibling   | 10 | 41:88 | −47   | 6    |

Absteiger = fett gedruckt
- Absteiger in die Landesliga Bayern waren der ESV Buchloe und EHC Bad Aibling.
- Der ESV Burgau hat sein Team aus der Liga zurückgezogen.

## Aufstiegsrelegation
An der vom DEB ausgerichteten Aufstiegsrunde zur Regionalliga Süd 1988/89 nahmen die ersten sechs Plätze der Bayerliga-Meisterrunde und die Plätze sieben bis zwölf der Regionalliga Süd 1987/88 teil. Dabei konnten sich die Bayernligateams des VfL Waldkraiburg, Kulmbacher EC und des EV Germering für die Regionalliga qualifizieren.